# داستان بز
داستان بز - افسانه‌های قدیمی پراگ (به چکی: Kozí příběh - pověsti staré Prahy) یک فیلم پویانمایی فانتزی کمدی محصول سال ۲۰۰۸ چک به تهیه کنندگی و کارگردانی یان تومانک و نویسندگی تومانک به همراه دیوید اسلما است.